# Stemmatosteres kuchari
Stemmatosteres kuchari is een vliesvleugelig insect uit de familie Encyrtidae. De wetenschappelijke naam is voor het eerst geldig gepubliceerd in 1972 door Yoshimoto.